# Neckera splachnoides
Neckera splachnoides là một loài rêu trong họ Neckeraceae. Loài này được Sm. mô tả khoa học đầu tiên năm 1813.